# Rambuteau (Métro Paris)

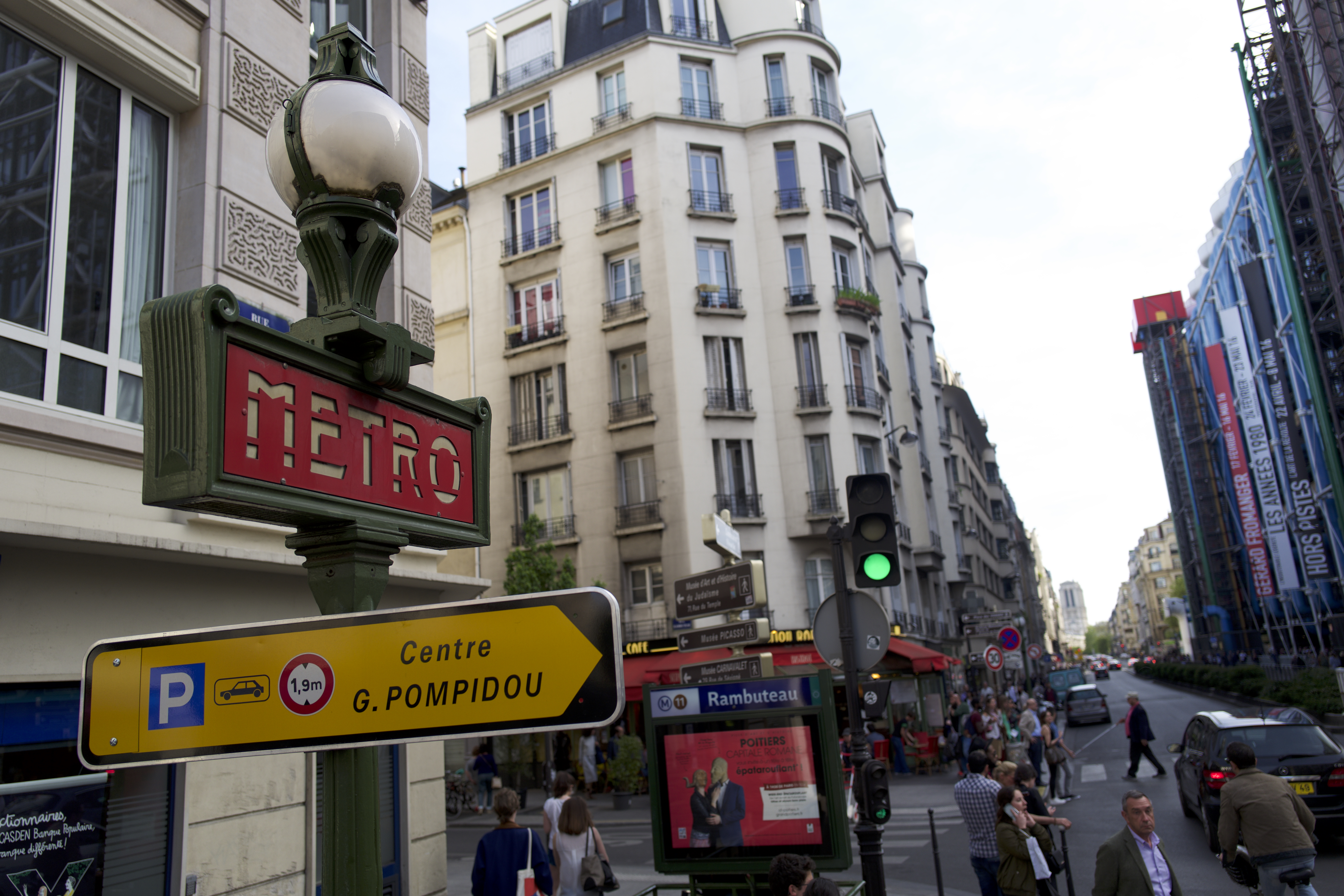
Kandelaber am östlichen Ausgang Rue Rambuteau, rechts das Centre Pompidou, im Hintergrund die Kathedrale Notre-Dame

Rambuteau [ʁɑ̃byto] ist eine unterirdische Station der Linie 11 der Pariser Métro.

## Lage

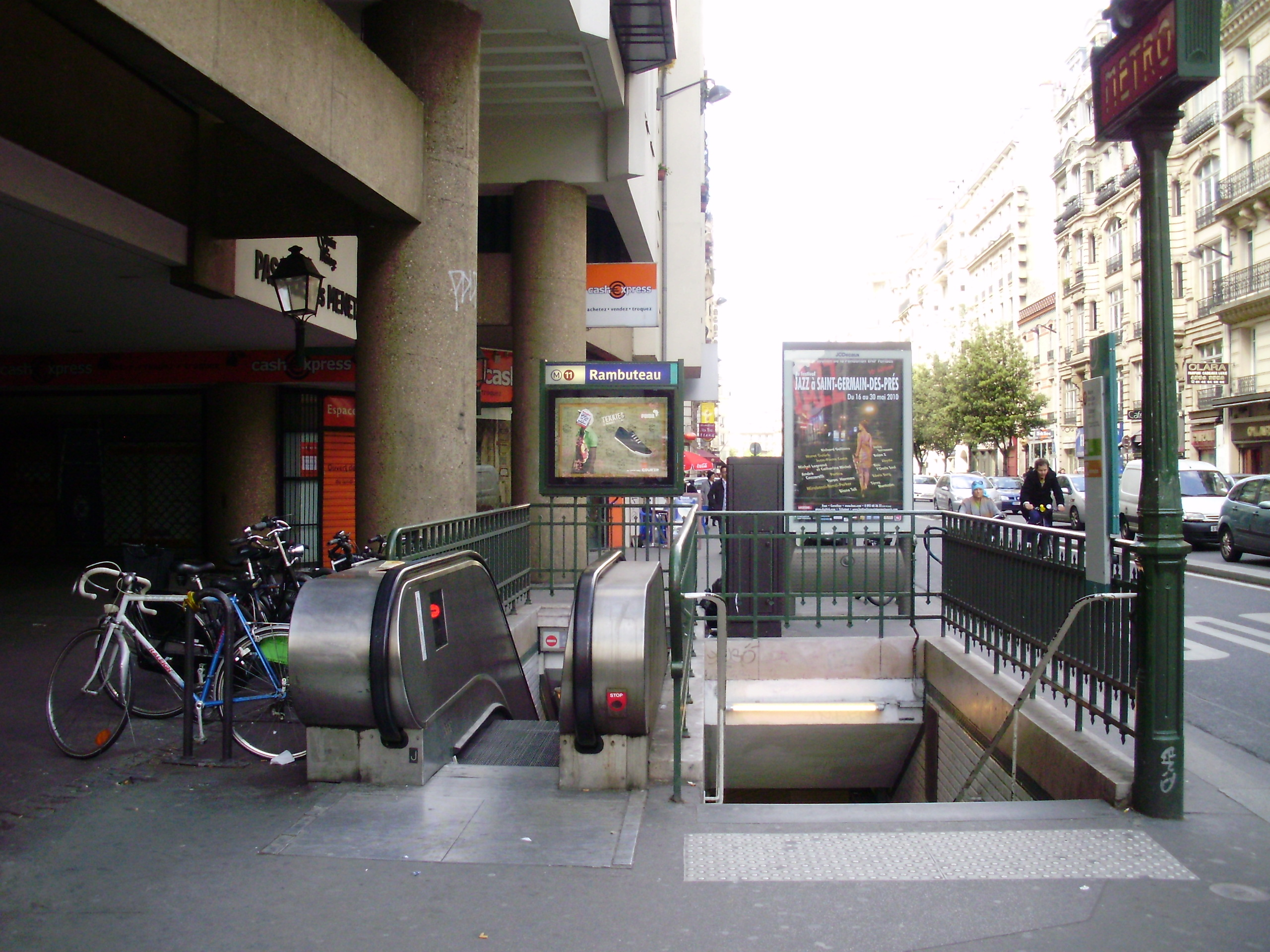
Westlicher Ausgang mit Rolltreppe an der Rue Rambuteau gegenüber dem Centre Pompidou

Die Station befindet sich an der Grenze des 3. und des 4. Arrondissements von Paris. Sie liegt längs unterhalb der Rue Beaubourg, südlich der Einmündung der Rue du Grenier-Saint-Lazare.

## Name
Namengebend ist die Rue Rambuteau, eine Querstraße der Rue Beaubourg. Claude-Philibert Barthelot, Graf von Rambuteau, war von 1833 bis 1848 Präfekt des 1968 aufgelösten Départements Seine. Er ließ zahlreiche Pariser Gassen erneuern und die Straßenbeleuchtung von Öl- auf Gasbetrieb umstellen. Das Schloss Château de Rambuteau liegt in der Gemeinde Ozolles im Département Saône-et-Loire.

## Geschichte
Die Station wurde am 28. April 1935 mit Eröffnung der Linie 11 in Betrieb genommen. Diese verkehrte damals auf dem Abschnitt Châtelet–Porte des Lilas. Am 12. Mai 1944 wurde die Linie 11, und damit die Station Rambuteau, von der Wehrmacht beschlagnahmt. Da Gleise demontiert worden waren, konnte sie nicht gleich nach der Befreiung der Stadt im August 1944, sondern erst am 5. März 1945 wieder in Betrieb gehen.

## Beschreibung
Der U-Bahnhof weist zwei Seitenbahnsteige an zwei Streckengleisen auf. Er hat einen ellipsenförmigen Querschnitt, Decke und Wände sind gefliest. Es existieren vier Ausgänge, davon einer (zum Centre Pompidou nächstgelegener Zugang) mit Rolltreppe. Die Treppen der Ausgänge an der Rue Rambuteau markieren von Adolphe Dervaux im Stil des Art déco entworfene Kandelaber.

## Fahrzeuge

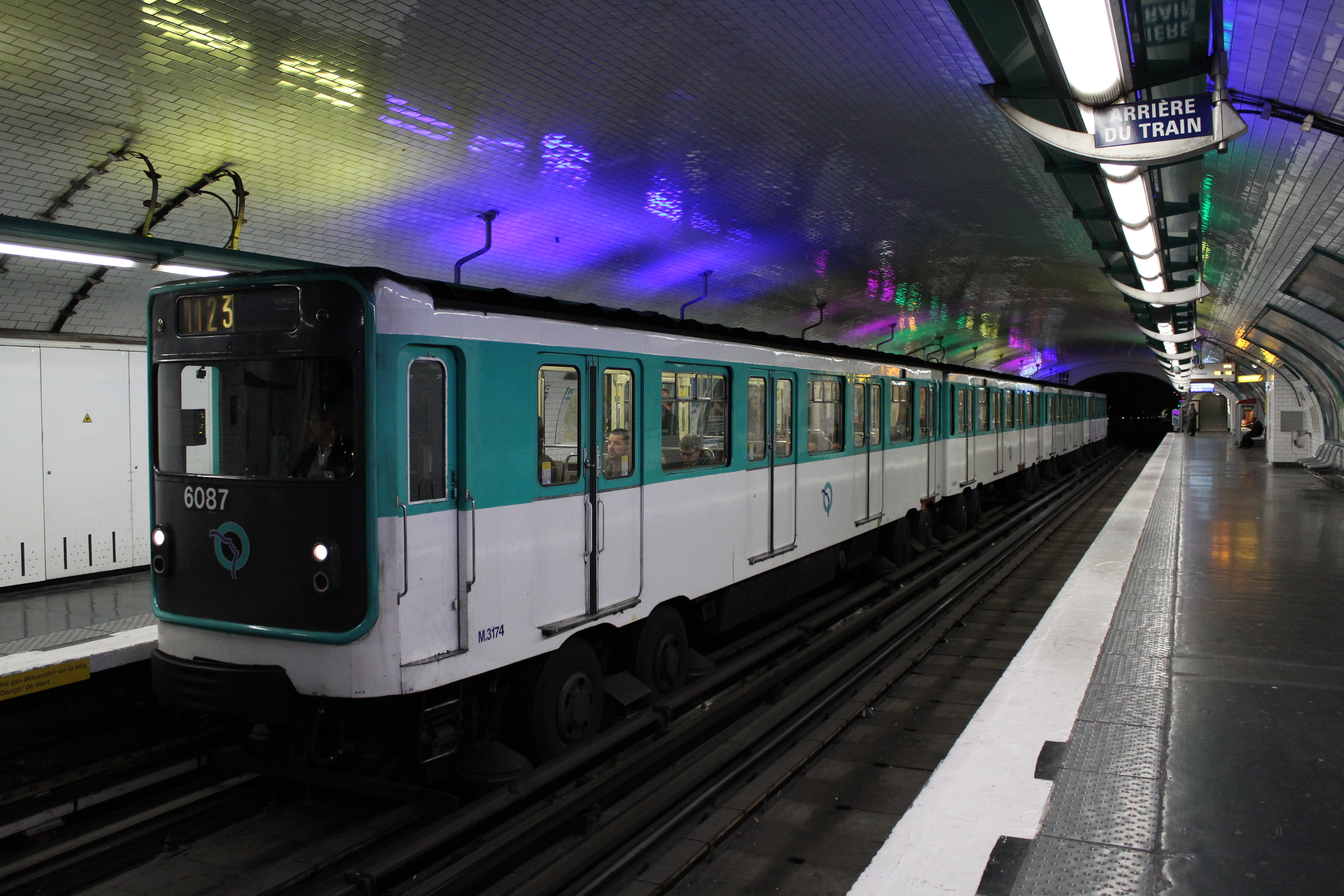
Für den Einsatz auf der Linie 11 auf vier Wagen verkürzter Zug der Baureihe MP 59 in der Station Rambuteau

Zunächst verkehrten auf der Linie 11 herkömmliche Züge der Bauart Sprague-Thomson. Mitte der 1950er Jahre wurde sie als erste für den Fahrgastbetrieb mit gummibereiften Fahrzeugen hergerichtet. Mit der Baureihe MP 55 kamen am 13. November 1956 erstmals solche zum Einsatz. Im Januar 1999 wurden sie durch Vier-Wagen-Züge der Baureihe MP 59 ersetzt, seit 2009 verkehren zudem Züge des Typs MP 73. Anfang Juni 2023 begann die schrittweise Umstellung der Linie 11 auf Fünf-Wagen-Züge der Baureihe MP 14.

## Umgebung
Unmittelbar an der Station befindet sich das Kunst- und Kulturzentrum Centre Pompidou.